# تانیا سینگر
تانیا سینگر (انگلیسی: Tania Singer؛ متولد ۱۹۶۹) روان‌شناس آلمانی و عصب‌شناس اجتماعی و مدیر علمی آزمایشگاه علوم اعصاب اجتماعی انجمن ماکس پلانک در برلین، آلمان است. سینگر بین سال‌های ۲۰۰۷ و ۲۰۱۰، رئیس بخش علوم اعصاب اجتماعی و اقتصاد اعصاب در دانشگاه زوریخ شد و یکی از مدیران آزمایشگاه تحقیقات سیستم‌های عصبی و اجتماعی در زوریخ بود. تحقیقات او بر مکانیسم‌های رشدی، عصبی و هورمونی زیربنای رفتار اجتماعی انسان و احساسات اجتماعی مانند شفقت و همدلی متمرکز است. او بنیانگذار و محقق اصلی پروژه ریسورس، یکی از بزرگ‌ترین مطالعات طولی در مورد اثرات آموزش ذهنی بر انعطاف‌پذیری مغز و همچنین سلامت ذهنی و جسمی، بوده که توسط شورای تحقیقات اروپا تأمین شده است. او همچنین با دنیس اسنوور، اقتصاددان کلان، در تحقیق در مورد اقتصاد مراقبتی همکاری می‌کند. اقتصاد دلسوزگرایانه سینگر: گفتگو در مورد نوع دوستی و شفقت، بین دانشمندان، اقتصاددانان و دالایی لاما در سال ۲۰۱۵ منتشر شد. او دختر عصب‌شناس ولف سینگر است.

## تحصیل و حرفه
سینگر از سال ۱۹۸۹ تا ۱۹۹۲ در دانشگاه ماربورگ در رشته روان‌شناسی و از سال ۱۹۹۲ تا ۱۹۹۶ در رشته روان‌شناسی، روان‌شناسی رسانه و مشاوره رسانه ای در دانشگاه فنی برلین تحصیل کرد و در سال ۱۹۹۶ با مدرک دیپلم فارغ‌التحصیل شد. او دانشجوی پیش‌دکتری در مؤسسه توسعه انسانی ماکس پلانک در برلین بود و دکترای خود از دانشگاه آزاد برلین در سال ۲۰۰۰ دریافت کرد. رساله دکترای او مدال اتو هان انجمن ماکس پلانک را برایش به ارمغان آورد. او سپس در مؤسسه ماکس پلانک به عنوان دانشمند پژوهشی در مرکز روان‌شناسی طول عمر تا سال ۲۰۰۲ به کار خود ادامه داد.

## پژوهش‌ها
عمده فعالیت علمی سینگر بر شناخت اجتماعی متمرکز است. عواطف اخلاقی اجتماعی مانند همدلی، شفقت، حسادت و انصاف؛ تصمیم‌گیری اجتماعی؛ و ارتباطات. او به عوامل تعیین‌کننده همکاری و رفتار اجتماعی و همچنین شکست همکاری و ظهور رفتار خودخواهانه علاقه‌مند است. تحقیقات او از طیف وسیعی از روش‌ها از جمله تصویربرداری رزونانس مغناطیسی عملکردی، محیط‌های واقعیت مجازی، نشانگرهای بیولوژیکی مانند کورتیزول و مطالعات رفتاری استفاده می‌کند.
سینگر عضو هیئت مدیره و نایب رئیس مؤسسه ذهن و زندگی بود و اکنون عضو افتخاری هیئت مدیره مؤسسه ذهن و سلامتی اروپا است. او با ماتیو ریکارد راهب بودایی فرانسوی برای بررسی فعالیت مغز در حین مدیتیشن کار کرده است. آنها با هم به سازماندهی دو کنفرانس بزرگ ذهن و زندگی به دالایی لاما در سال ۲۰۱۰ در زوریخ و در سال ۲۰۱۶ در بروکسل کمک کردند. دو کتاب حاصل این دو کنفرانس بود: اقتصاد مراقبت و قدرت و مراقبت. سینگر نویسنده بیش از ۱۵۰ مقاله و فصل کتاب است.
سینگر پروژه منابع، یک مطالعه آموزش ذهنی طولی یک ساله در مقیاس بزرگ را که از سال ۲۰۰۸ توسط شورای تحقیقات اروپا تأمین مالی می‌شود، تأسیس کرد و محقق اصلی این مرکز است. این پروژه بررسی طولی از اثرات دراز مدت انواع مختلف آموزش ذهنی (از تمرین‌های مبتنی بر ذهن‌آگاهی و شفقت گرفته تا دیدگاه‌گیری) بر بهزیستی، انعطاف‌پذیری مغز، رفتار اجتماعی، کاهش استرس و سلامت در بیش از ۳۰۰ شرکت‌کننده با استفاده از ۹۰ اندازه‌گیری مختلف است. تاکنون بیش از ۳۰ مقاله علمی بر اساس داده‌های ارزیابی شده بین سال‌های ۲۰۱۳ و ۲۰۱۶ منتشر شده است، به عنوان مثال، نتایج نشان می‌دهد که آموزش ذهنی استرس اجتماعی را کاهش می‌دهد و بر تغییرات شکل‌پذیری ساختاری مغز تأثیر می‌گذارد.
در مقاله ای که در سال ۲۰۰۴ در مجله ساینس منتشر شد، سینگر نشان داد که برخی از مناطق حساس به درد مغز نیز زمانی فعال می‌شوند که داوطلبان احساس درد را در شریک زندگی خود تجربه کنند. در مطالعات بعدی که در مجلات نیچر و نورون منتشر شد، نیز او نشان داد که پاسخ‌های مغزی مرتبط با همدلی تحت تأثیر انصاف درک شده دیگران و تعلق یک هدف به درون گروه یا برون گروه است.